# 앨릭스 프리처드
앨릭스 데이비드 프리처드(영어: Alex David Pritchard, 1993년 5월 3일 ~ )은 잉글랜드의 축구 선수이다. 포지션은 공격형 미드필더이다. 현재 소속팀 버밍엄 시티에서 활약하고 있다.